# Tyskmagasinen
| Tyskmagasinen i Karlsvik. |  | Tyskmagasinen i Karlsvik. |
| Tyskmagasinen i Karlsvik. |  |                           |

Tyskmagasinen kallades de två massalager som blev kvar från ett träsliperi som byggdes 1912 i Karlshäll strax norr om Karlsvik i Luleå. De fick sitt namn då byggnaderna uppläts åt tyskarna under andra världskriget. De användes till lagring av fodersäd, konserver, havre och korn för vidare transport till de tyska styrkorna i Norge och Finland.
Båda magasinen med unika veteranlok och motorvagnar tillhörande Malmbanans vänner totalförstördes i en  brand den 25 juni 2016.